# Telopelopia okoboji
Telopelopia okoboji är en tvåvingeart som först beskrevs av Walley 1928.  Telopelopia okoboji ingår i släktet Telopelopia och familjen fjädermyggor. Inga underarter finns listade i Catalogue of Life.